# Tolumnia
Tolumnia é um género botânico pertencente à família das orquídeas, nativa do Caribe. Originalmente, as orquídeas deste gênero eram catalogadas como uma espécie de Oncidium, sob a denominação de Oncidium equitante. Contudo, uma revisão na classificação levou à colocação destas orquidáceas dentro de um gênero distinto.
Devido à grande beleza de suas flores associada à facilidade de cultivo, atualmente esta planta apresenta disseminação global.

## Características

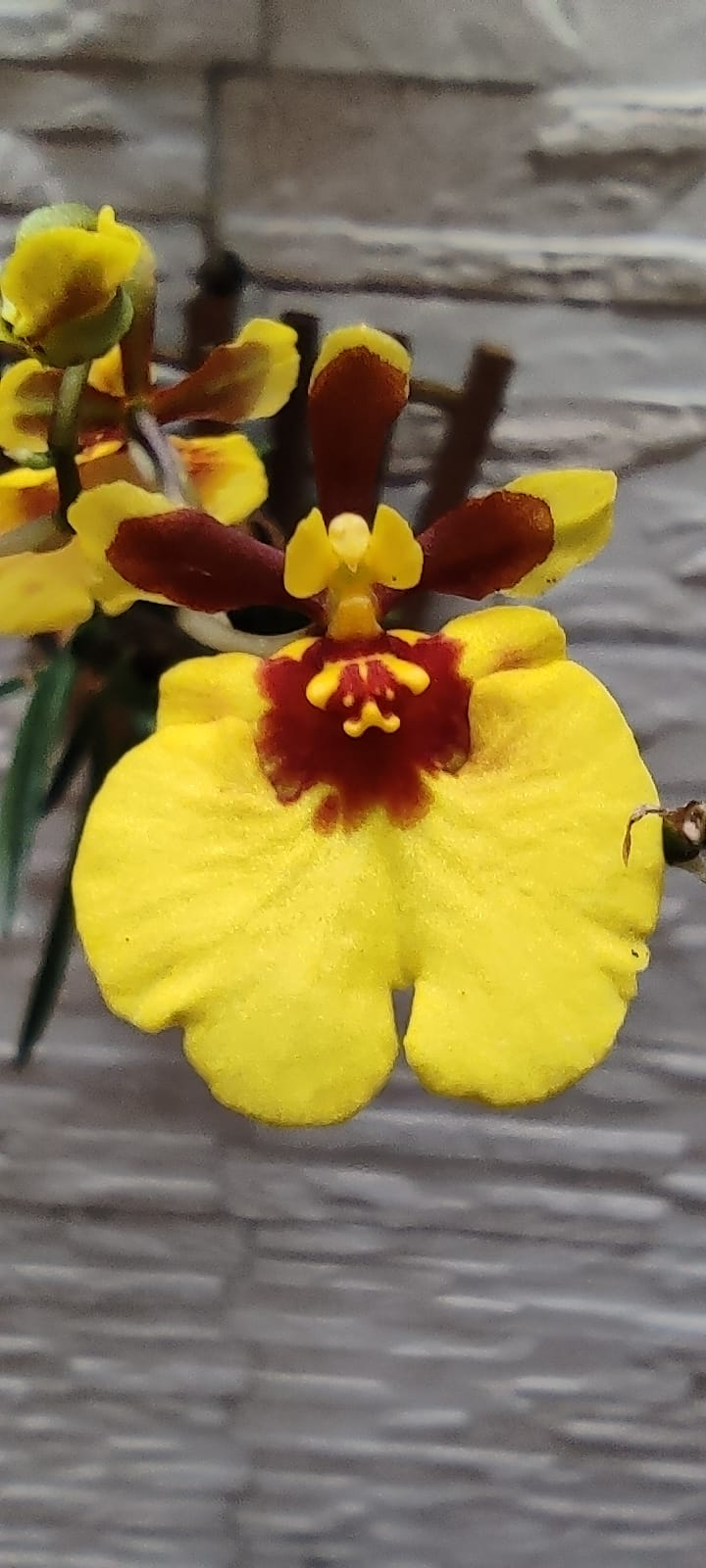
Flor de uma orquídea tolumnia com cor predominantemente amarelada.

As flores da orquídea Tolumnia, são pequenas e de grande beleza, parecendo terem recebido pinturas aquarela individuais. Uma observação cuidadosa permite notar que existem diferenças perceptíveis nos desenhos de cada flor, ainda que pertençam à mesma haste floral. Os formatos de suas flores lembram em muito as orquídeas do gênero Oncidium, embora consistam em gêneros distintos.
Suas folhas são finas e alongadas, crescendo uma sobre a outra, assumindo a forma de um leque. Assemelham-se vagamente ao modo como as orquídeas do gênero Vanda crescem.
A maior parte das orquídeas Tolumnia presentes no mercado consistem em exemplares híbridos, obtidos  por meio de cruzamentos entre várias espécies caribenhas. Desta forma há ampla gama de cores e desenhos das flores disponíveis para cultivo.

## Classificação
Devido à similaridade com a forma de saias apresentadas pelas pétalas das flores das orquídeas  oncidium, por muito tempo as Tolumnia foram incorretamente catalogadas, recebendo classificação dentro da espécie outrora denominada Oncidium equitante.
A denominação Oncidium equitante correspondia a um grupo de espécies originárias das ilhas do Caribe, cujo aspecto curioso de sua parte vegetativa, a qual apresenta o hábito de galgar sobre as plantas mais antigas, inspirou a criação do epíteto "equitante", que se refere àquele que monta a cavalo, em latim.
Com a atualização de sua classificação, as diversas variedades de Oncidium equitantes passaram a ser consideradas como espécies distintas dentro do gênero Tolumnia.

## Espécies
1. Tolumnia arizajuliana  (Withner & J.Jiménez Alm.) Ackerman, 1997
2. Tolumnia bahamensis  (Nash) Braem, 1986
3. Tolumnia calochila  (Cogn.) Braem, 1986
4. Tolumnia compressicaulis (Withner) Braem, 1986
5. Tolumnia gauntlettii (Withner & Jesup) Nir, 1994
6. Tolumnia guianensis (Aubl.) Braem, 1986
7. Tolumnia guibertiana (A.Rich.) Braem, 1986
8. Tolumnia gundlachii (C.Wright ex Griseb.) N.H.Williams & Ackerman, 2007
9. Tolumnia guttata (L.) Nir, 1994
10. Tolumnia haitiensis (Leonard & Ames) Braem, 1986
11. Tolumnia hawkesiana (Moir) Braem, 1986
12. Tolumnia henekenii (Schomburgk ex Lindl.) Nir, 1994
13. Tolumnia leiboldi (Rchb. f.) Braem, 1986
14. Tolumnia lucayana (Nash) Braem, 1986
15. Tolumnia pulchella (Hook.) Rafinesque, 1837
16. Tolumnia quadriloba (Schweinf.) Braem, 1986
17. Tolumnia scandens (Moir) Braem, 1986
18. Tolumnia sylvestris (Lindl.) Braem, 1986
19. Tolumnia triquetra (Sw.) Nir, 1994
20. Tolumnia tuerckheimii (Cogn.) Braem, 1986
21. Tolumnia urophylla (Loddiges ex Lindl.) Braem, 1986
22. Tolumnia usneoides (Lindl.) Braem, 1986
23. Tolumnia variegata (Sw.) Braem, 1986
24. Tolumnia velutina (Lindl. & Paxton) Braem, 1986

### Sinônimos
1. Tolumnia acunae (M. A. Diaz) Nir, 2000 (sinônimo de Tolumnia tuerckheimii (Cogn.) Braem, 198)
2. Tolumnia borinquensis Sauleda & Ragan, 1996 (sinônimo de Tolumnia variegata (Sw.) Braem, 1986)
3. Tolumnia caymanensis (Moir) Braem, 1986 (sinônimo de Tolumnia leiboldii (Rchb.f.) Braem, 1986)
4. Tolumnia lemoniana ssp. lemoniana Braem, 1986 (sinônimo de Tolumnia guianensis (Aubl.) Braem, 1986)
5. Tolumnia tetrapetala (Jacq.) Braem, 1986 (sinônimo de Tolumnia guttata (L.) Nir, 1994 )